# Dinah Craik

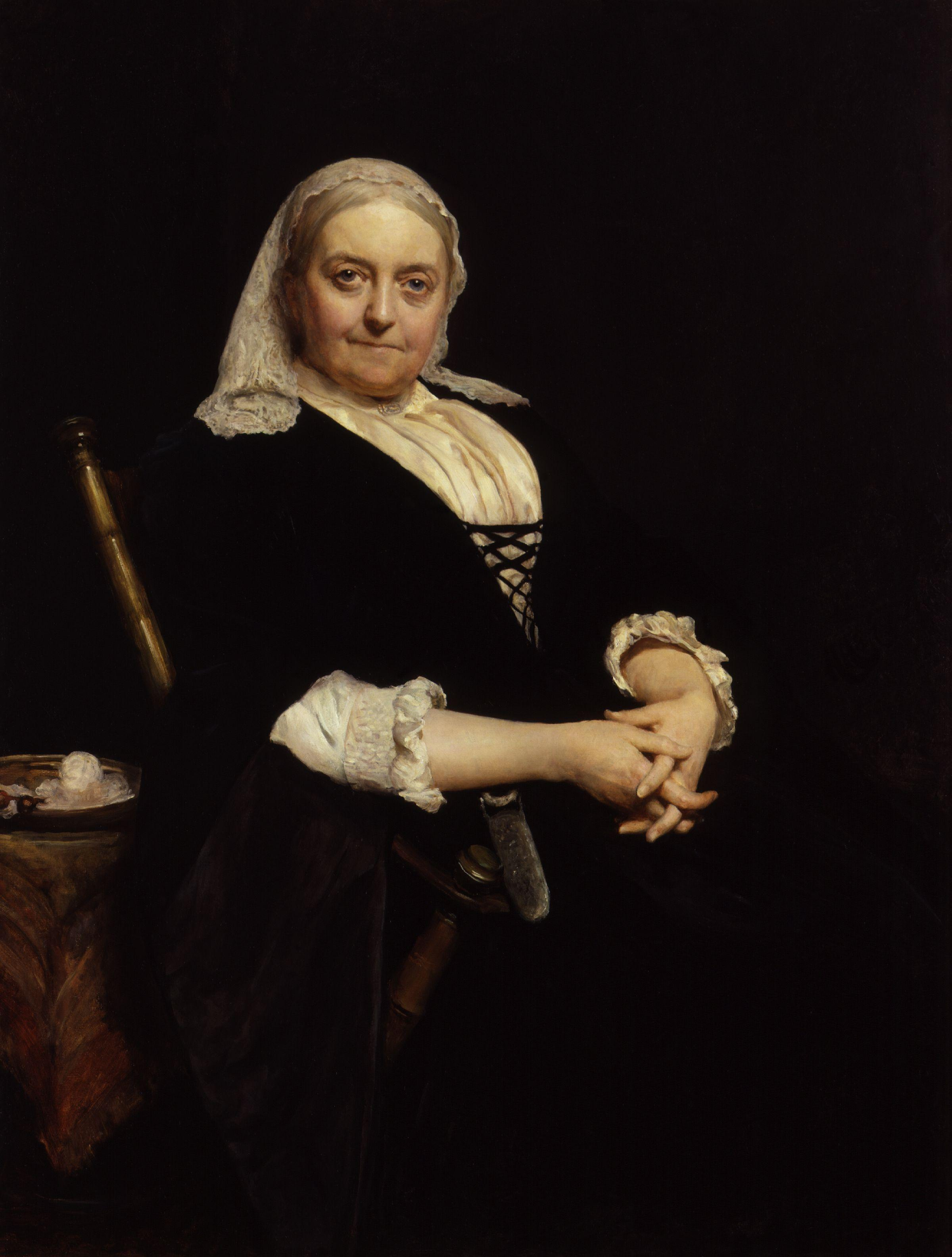
Dinah Craik, Porträt von Hubert von Herkomer, 1887

Dinah Maria Craik, geborene Dinah Maria Mulock, oft einfach nur Miss Mulock oder Mrs. Craik benannt, (* 20. April 1826 in Stoke-on-Trent, Staffordshire; † 12. Oktober 1887 in Shortlands, Bromley, London) war eine englische Romanautorin und Dichterin. Sie ist vor allem für ihren Roman John Halifax, Gentleman bekannt, in dem sie die viktorianischen Ideale des Lebens der englischen Mittelschicht darstellt.

## Leben
Dinah Mulock wurde als ältestes von drei Kindern der Lehrerin Dinah (geborene Mellard, 1794–1845) und dem Pfarrer Thomas Mulock (ca. 1789–1869) geboren und wuchs in Newcastle-under-Lyme, Staffordshire, auf, wo ihr Vater Pfarrer einer kleinen unabhängigen nonkonformistischen Gemeinde war. Mulock genoss eine frühe Ausbildung an der Brampton House Academy, doch bereits im Alter von dreizehn Jahren half sie ihrer Mutter, eine Privatschule zu führen. Im Jahr 1839 zog die Familie nach London, wo Mulock Sprachen lernte und an der School of Design, Somerset House Zeichnen studierte. Als die Mutter 1845 starb, überließ Thomas Mulock, der zuvor einige Zeit in einer Irrenanstalt verbracht hatte, seine Kinder sich selbst.
Mulock hatte eine Ausbildung zur Gouvernante, wandte sich aber dem Schreiben als Beruf zu. Ihre ersten Arbeiten waren solche, die verkauft werden konnten: Gedichte und Übersetzungen für das Edinburgh Journal, kurze moralische Erzählungen für Kinder, Geschichten für Monatszeitschriften wie Bentley's Miscellany und Fraser’s Magazine. Sie wurde mit John Westland Marston bekannt gemacht und fand in London schnell Freunde, wie Alexander Macmillan und Charles Edward Mudie, und Zuspruch für ihre Geschichten für junge Leute.
Mulocks früher Erfolg begann mit dem Roman Cola Monti (1849). Im selben Jahr veröffentlichte sie mit großem Erfolg ihren ersten dreibändigen Roman, The Ogilvies, der durch seine emotionale Intensität auf sich aufmerksam machte. Es folgten 1850 Olive, 1851 The Head of the Family und 1853 Agatha's Husband, in denen die Autorin ihre Erinnerungen an East Dorset verarbeitete. Mulock veröffentlichte 1852 das Märchen Alice Learmont und sammelte 1853 zahlreiche Kurzgeschichten aus Zeitschriften unter dem Titel Avillion and other Tales. Eine ähnliche Sammlung erschien 1857 unter dem Titel Nothing New.
Im Jahr 1865 heiratete sie George Lillie Craik, einen Partner von Alexander Macmillan bei Macmillan Publishers und Neffe von George Lillie Craik. Sie adoptierten 1869 ein Findelkind, Dorothy.
Im Jahr 1857 veröffentlichte sie das Werk, durch das sie hauptsächlich in Erinnerung geblieben ist, John Halifax, Gentleman, eine Darstellung der Ideale der englischen Mittelschicht. Mulocks nächstes bedeutendes Werk, A Life for a Life (1859), brachte mehr Geld ein und wurde zu dieser Zeit vielleicht noch mehr gelesen als John Halifax. Es folgten Mistress and Maid (1863) und Christian’s Mistake (1865), sowie didaktische Werke wie A Woman’s Thoughts about Women und Sermons out of Church. Eine andere Sammlung, The Unkind Word and Other Stories, enthielt eine vernichtende Kritik an Benjamin Heath Malkin, dem unterstellt wurde, seinen Sohn Thomas, ein Wunderkind, das im Alter von sieben Jahren starb, durch Überbeanspruchung in den Tod getrieben zu haben. Später wandte sich Craik wieder phantasievolleren Erzählungen zu und hatte mit The Little Lame Prince (1874) Erfolg. 1881 veröffentlichte sie eine Sammlung früherer Gedichte mit dem Titel Poems of Thirty Years, New and Old; einige, wie Philip my King, waren an ihren Patensohn Philip Bourke Marston gerichtet.
Richard Garnett war der Ansicht, dass „die echte Leidenschaft, die ihre frühen belletristischen Werke erfüllte“, später ganz natürlich durch Didaktik und eine zunehmende Selbsterkenntnis ersetzt wurde. Garnett beurteilt Craiks Dichtung als „Gedichte einer Frau, zärtlich, häuslich und manchmal enthusiastisch, immer ein echtes Lied und das Produkt eines echten Gefühls“.
Während der Vorbereitungen für die Hochzeit ihrer Tochter Dorothy starb Craik am 12. Oktober 1887 im Alter von 61 Jahren in Shortlands bei Bromley an Herzversagen. Ihre letzten Worte sollen gewesen sein: „Oh, if I could live four weeks longer! but no matter, no matter!“ Ihr letztes Buch, An Unknown Country, erschien 1887, in ihrem Todesjahr, bei Macmillan.

## Werke
Eine umfassende Bibliographie findet sich in der Biographie von Sally Mitchell (1983). In der Cambridge Bibliography of English Literature findet sich eine Bibliographie der wichtigsten Werke. Hinzu kommen Dutzende von Zeitschriftenbeiträgen. Oft erschienen später als Buch veröffentlichte Werke vorher als Reihe in einem Magazin. Die meisten Werke sind online verfügbar, siehe zum Beispiel Wikisource.